# Institut supérieur des études technologiques de Béja
L'Institut supérieur des études technologiques de Béja (arabe : المعهد العالي للدراسات التكنولوجية بباجة) ou ISET-Béja est une institution d'enseignement supérieur tunisienne formant des techniciens supérieurs et délivrant le diplôme de licence appliquée dans plusieurs domaines. Elle est basée à Béja.